# Кіт Йосип Іванович
Йосип Іванович Кіт (Псевдо: «Денис», «Осип», «Січень»; 1920, с. Дністрик, Старосамбірський район, Львівська область – 6 вересня 1951, Долинський район, Івано-Франківська область) – лицар Золотого хреста бойової заслуги 1 класу.

## Життєпис
Кур’єр керівника Дрогобицького окружного проводу ОУН Володимира Фрайта — «Жара» (?-1950), комендант боївки охорони керівника Карпатського крайового проводу ОУН Степана Слободяна – «Єфрема» (1950). Учасник кур’єрської групи Івана Хоми – «Богдана», яка доставила підпільну пошту з України за кордон до ЗП УГВР (5.09.-10.10.1950). 
Слухач американської розвідувальної школи в Західній Німеччині (01.-05.1951). 20 травня 1951 р. у складі кур’єрської групи ЗП УГВР під керівництвом Василя Охримовича — «Грузина» десантувався в Україні в районі гори Шибела у Сколівському р-ні на Львівщині, доставивши організаційну пошту і радіоапаратуру до осередку П. Федуна – «Полтави». Загинув у бою з військово-чекістською групою МДБ. Місце поховання не відоме. 
Старший вістун УПА.

## Нагороди
- Згідно з Постановою УГВР від 20.10.1951 р. і Наказом Головного військового штабу УПА ч. 2/51 від 20.10.1951 р. член кур’єрської групи Закордонного представництва УГВР Йосип Кіт – «Осип» нагороджений Золотим хрестом бойової заслуги УПА 1 класу.